# Attatha sinuosa
Attatha sinuosa là một loài bướm đêm trong họ Noctuidae.